# Gustavo Pacheco Villar
Gustavo Adolfo Pacheco Villar (Puno, 5 de diciembre de 1962) es un abogado y político peruano. Es el actual Presidente del Parlamento Andino desde el 27 de julio de 2024 y parlamentario andino para el periodo 2021-2026 y fue congresista de la república durante el periodo 2001-2006.

## Biografía
Nació en Puno el 5 de diciembre de 1962.
Estudió la primaria en el Colegio La Merced y la secundaria en el Colegio Nacional San Carlos de Puno.
Estudió la carrera de Derecho en la Universidad de San Martín de Porres. Donde obtuvo el título de abogado,
Fue presidente de la Cámara Hotelera de Puno en 1999.

## Vida política
Fue miembro del Frente Independiente Moralizador e inició su carrera política en las elecciones parlamentarias del 2000, donde postuló al Congreso de la República. Sin embargo, no resultó elegido.

### Congresista
En las elecciones parlamentarias del 2001, Pacheco volvió a postular al Congreso y fue elegido congresista de la república en representación de Puno para el periodo parlamentario 2001-2006, con 15,217 votos.
Durante su labor en el Legislativo, fue quinto vicepresidente de la Mesa Directiva presidida por Carlos Ferrero Costa (2002-2003), presidente de la Comisión de Justicia y Derechos (2004) y presidente de la Comisión de Relaciones Exteriores (2004-2006). Fue en esta última comisión donde surgió su apodo de Chauchiller. También se caracterizó por ser un máximo defensor del expresidente Alejandro Toledo.
Culminando su gestión, intentó su reelección al Congreso  en las elecciones del 2006, sin embargo, no tuvo éxito.
En el 2010 se afilió al partido Solidaridad Nacional, liderado por Luis Castañeda Lossio, y nuevamente postuló al Congreso, por la Alianza Solidaridad Nacional, en las elecciones parlamentarias del 2011 representando a Lima. Si bien la alianza tuvo representación en el Legislativo, Pacheco no resultó elegido.
Para las elecciones municipales y regionales del 2018, Pacheco anunció su candidatura a la alcaldía Puno por Solidaridad Nacional. Sin embargo, el 8 de agosto del mismo año, Pacheco decidió retirar su candidatura tras varias idas y venidas. Donde él y sus correligionarios presentaron denuncias sobre supuestas anomalías en el interior del JEE (Jurado Electoral Especial) de Puno.

### Parlamentario andino
Para las elecciones del 2021, Pacheco reapareció en el ámbito político como candidato al Parlamento Andino por el partido Renovación Popular de Rafael López Aliaga. Culminando los procesos, resultó electo parlamentario andino, con 158,260 votos, para el periodo 2021-2026.